# Iugani (okręg Vrancea)
Iugani – wieś w Rumunii, w okręgu Vrancea, w gminie Boghești. W 2011 roku liczyła 185
mieszkańców.